# ミリャナ・カラノヴィッチ
ミリャナ・カラノヴィッチ (Mirjana Karanović/Мирјана Карановић, 1957年 - ) はユーゴスラヴィア（現セルビア）のベオグラード出身の女優。

## 略歴
1980年に映画デビューし、ユーゴスラヴィア映画で活躍。エミール・クストリッツァの作品にもよく出演している。

## 主な出演作品
- パパは、出張中! When Father Was Away on Business (1985)
- アンダーグラウンド Underground (1995)
- ライフ・イズ・ミラクル Life Is a Miracle (2004)
- サラエボの花 Grbavica (2005)